# Pierre Alphonse Laurent

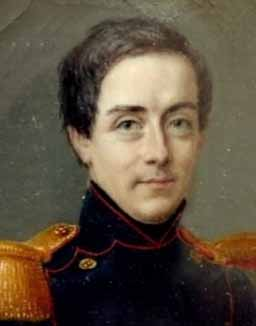
Pierre Alphonse Laurent

Pierre Alphonse Laurent (Parijs, 18 juli 1813 - aldaar, 2 september 1854) was een Franse wiskundige die het meest bekend is als de ontdekker van de Laurentreeks, een expansie van een functie in een oneindige machtreeks, waar hij de Taylorreeks expansie veralgemeende. Zijn resultaat (onderzoek naar de convergentiecriteria van de later naar hem genoemde Laurentreeksen) was vervat in een memo dat hij in 1843 had ingediend voor de Grote Prijs van de Académie des Sciences. Hij was echter te laat, de aanleverdatum was al verstreken, zijn artikel kwam niet in aanmerking voor de prijs en werd ook niet gepubliceerd. Laurent stierf op 41-jarige leeftijd in Parijs. Zijn werk werd pas na zijn dood alsnog gepubliceerd. 